# Ekaterina Koroleva

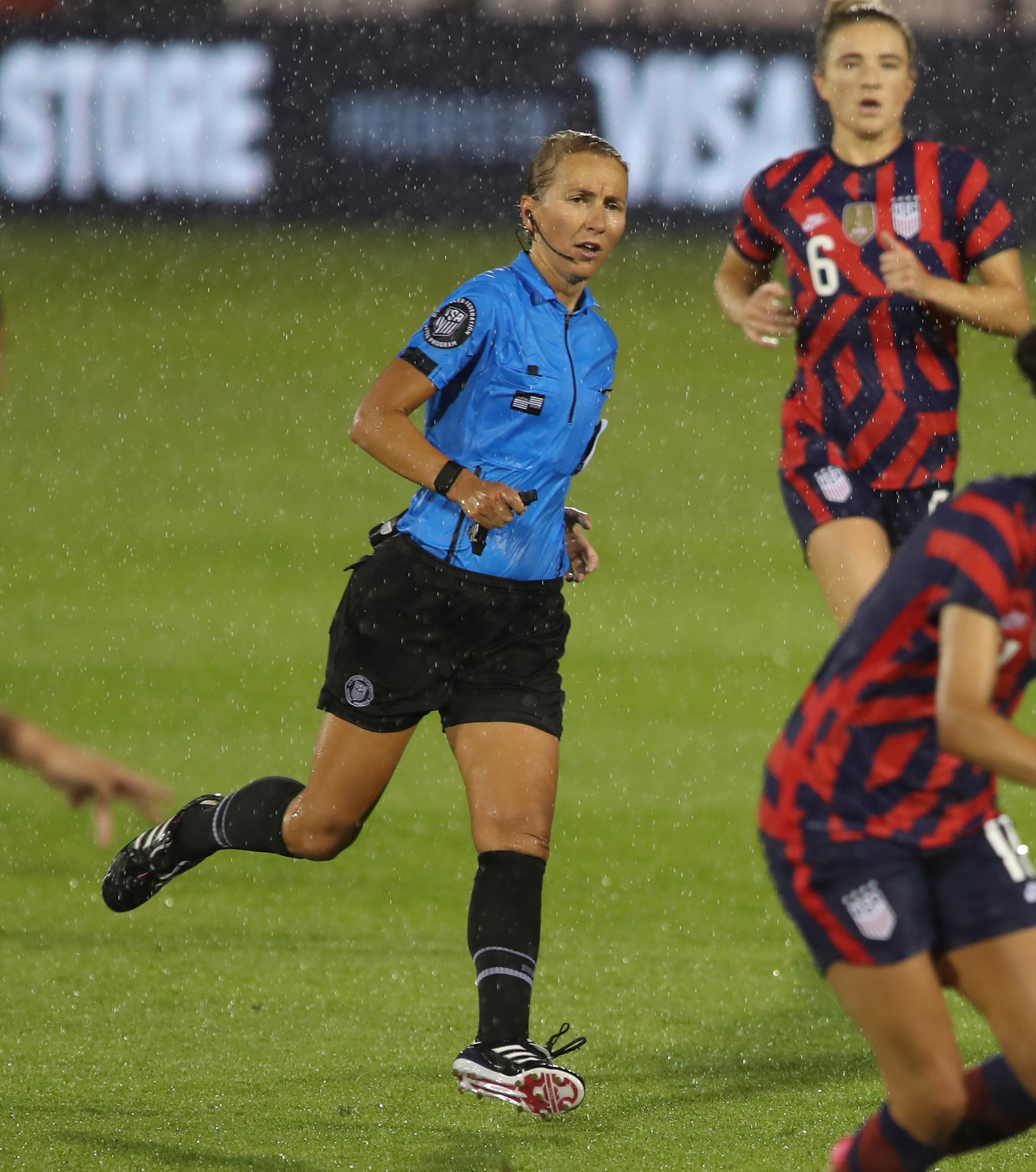
Ekaterina Koroleva (2021)

Ekaterina „Katja“ Koroleva (* 20. März 1987 in Nowosibirsk, Sowjetunion) ist eine US-amerikanische Fußballschiedsrichterin.
Seit 2014 steht sie auf der Liste der FIFA-Schiedsrichter und leitet internationale Fußballpartien.
Koroleva war Schiedsrichterin beim Algarve-Cup 2017 und Algarve-Cup 2018.
Koroleva wurde für die Weltmeisterschaft 2019 in Frankreich nominiert, kam jedoch dort nur als Vierte Offizielle zum Einsatz.
Zudem leitete sie Partien bei der U-17-Weltmeisterschaft 2016 in Jordanien, bei der U-17-Weltmeisterschaft 2018 in Uruguay und bei der CONCACAF W Championship 2022 in Mexiko. Bei der U-17-Weltmeisterschaft 2022 in Indien wurde sie als Videoschiedsrichterin eingesetzt.
Im Januar 2023 wurde Koroleva für die Weltmeisterschaft 2023 in Australien und Neuseeland nominiert.

## Einsätze bei der Fußball-Weltmeisterschaft der Frauen 2023
| Phase         | Datum         | Spielort   | Heimmannschaft | Gastmannschaft | Ergebnis  |
| ------------- | ------------- | ---------- | -------------- | -------------- | --------- |
| Gruppenphase  | 23. Juli 2023 | Wellington | Schweden       | Südafrika      | 2:1 (0:0) |
| Gruppenphase  | 31. Juli 2023 | Wellington | Japan          | Spanien        | 4:0 (3:0) |
| Viertelfinale | 12. Aug. 2023 | Sydney     | England        | Kolumbien      | 2:1 (1:1) |